# Bitva o Osijek
Bitva o Osijek (srbochorvatsky Bitka za Osijek) bylo dělostřelecké bombardování chorvatského města Osijek Jugoslávskou lidovou armádou (JNA), které probíhalo od srpna 1991 do června 1992 během chorvatské války za nezávislost. Ostřelování dosáhlo vrcholu na přelomu listopadu a prosince 1991. Snížilo v roce 1992 poté, co byl válčícími stranami přijat Vanceův plán. Nálety a útoky pěchoty a obrněných jednotek JNA proti cílům ve městě doprovázely bombardování, které způsobilo přibližně 800 mrtvých a mělo za následek odchod velké části městské populace. Chorvatské zdroje odhadují, že za tu dobu bylo proti Osijeku vypáleno 6 000 dělostřeleckých granátů.
Poté, co JNA dobyla Vukovar 18. listopadu 1991, byl Osijek dalším cílem kampaně v Chorvatsku. Jednotky JNA podřízené 12. (novosadskému) sboru, podporované Srbskou dobrovolnickou gardou, dosáhly na přelomu listopadu a prosince mírného postupu, dobyly několik vesnic jižně od Osijeku, ale chorvatská armáda udržovala obrannou frontu a omezovala postup JNA.
Po bitvě u Osijeku chorvatské úřady obvinily třináct důstojníků JNA z válečných zločinů proti civilistům, ale dosud nebyl nikdo zatčen. Chorvatské úřady také obvinily válečného velitele obrany Osijeku Branimira Glavaše a pět dalších z válečných zločinů spáchaných ve městě v roce 1991. Pětice byla odsouzena k trestu od osmi do deseti let a od března 2015 s Glavašem probíhá soudní řízení.